# Георги Славчев
Георги Славчев Георгиев е бивш български футболист и политик.
Кмет е на село Долни Пасарел от 2003 до 2007 г. На изборите през 2011 остава втори с 24 % от гласовете.

## Кариера
Голяма част от кариерата на Славчев преминава в Левски (1986 – 1996). 4 пъти шампион на страната, 2 пъти носител на купата на България. Халфът има над 100 мача със синята фланелка. Дебютира за първия състав на Левски през сезон 1986/87. Славчев е притежава отлична техника за играч с неговия ръст, но физиката му е доста крехка и в големи периоди от кариерата си в Левски той е контузен. През сезон 1991/92 играе за дублиращия тим на Депортиво Ла Коруня – Фабрил Депортиво.
През зимата на 1997 г. Георги Василев го привлича в ЦСКА. С екипа на „червените“ той става шампион на страната и печели националната купа. След един сезон при „армейците“ Славчев се връща в Швейцария и играе за Санкт Гален. Записва и по един сезон във Велбъжд и Хебър. За Хебър има 7 мача. Завършва кариерата си във ФК Баха от Бруней през 2002, където играе под ръководството на треньорът Йордан Стойков.
През 2011 г. записва един мач за аматьорския „Урвич 1960“ от Долни Пасарел.
От 2012 г. е помощник-треньор на отбора по мини-футбол Лазур (Бургас).

## Успехи
Левски (София)
- Шампион на България (4): 1987/88, 1992/93, 1993/94, 1994/95
- Носител на Купата (2): 1990/91, 1993/94

ЦСКА (София)
- Шампион на България: 1996/97
- Носител на Купата: 1996/97